# سردمشک
سرمِشک یکی از مناطق بخش هنزا در شهرستان رابر در استان کرمان است. بنا بر سرشماری مرکز آمار ایران، جمعیت سرمشک در سال ۱۳۹۵ برابر با ۱۶۹۹ نفر بوده است.

## موقعیت
این منطقه از طرف شمال به راین و قریه العرب، از شرق به دهستان هنزا، از جنوب به دهستان اسفندقه (بهرآسمان)، از غرب به دهستان جواران و شهر رابر محدود می‌باشد. از نظر آب وهوایی دارای آب وهوای معتدلی می‌باشد که در فصل تابستان به دلیل چشمه سارها و باغ های میوه و کوهای دیدنی همچون جنگل‌های اورس و رودخانه پرآب روستای گنگو و آباد آبگرم و کوه‌های هنزا، تخت سرتشتک و وجود معدن مس درآلو و دره گلی هوک توجه گردشگران زیادی را به خود جلب نموده است.

## وجه تسمیه
به گفته ساکنان قدیمی سرمشک به خاطر همین آب وهوا و درختان میوه سردسیری و بوی خوش همچون مشک به سردمشک تغییر نام پیدا کرده که امروزه به نام سرمشک معروف است.

## ویژگی‌های جمعیتی
اکثر فامیل ساکن سرمشک امیری و سلیمانی هستند:
بنا به نقل راویان، امیری و سلیمانی ها از عشایر لر بودند که از سرزمین‌ لرستان به این مکان کوچانده شدند.
نام طوایف مختلف ساکنین سرمشک عبارت اند از:
۱- طایفه بزرگ امیری سرمشک
تیره، آغا و میرزا
۱- طایفهٔ حسینی
- تیره آقابابایی، بهرامی، زینلی، عیسایی

۲- طایفهٔ عبدالعظیمیا
- تیره عبدالعظیمی

۳- طایفهٔ میرزائی
- تیره میرزائی
- تیره خدایاری

۴- طایفهٔ ابراهیمی
- تیره عبدالرضائی، ابراهیمی، امیرشکاری، میرزاجانی

۵- طایفهٔ محمدی
- تیره کربلایی علی، علی جانی، اولادمحیا، اولاد سلیمان، بهروزی

۶- طایفهٔ مشهدی ولی
- تیره ظهرعلی، بیت اللهی، حبیب‌اللهی

۷- طایفهٔ علیدادی
- تیره حاجی مرادی، عباسی، عبداللهی، حاجی محمد تقی

۸- طایفهٔ میرزاخانی
- تیره مجازی، میرزاخانی، دوستی

۹- طایفهٔ علیمرادی
- تیره نوراحمدی، علی عوضی، علیمرادی

۱۰- طایفه خداوردی
- تیره خداوردی

۱۱- طایفهٔ مارکی
- تیره محمد رحیمی، موسایی، محمد رضایی

شش طایفه اول به نام پسران امیرشکارقربان نام‌گذاری شده‌اند و طایفهٔ هفتم به نام «علی داد» داماد امیر شکارقربان، طایفه هشتم به نام برادر امیرشکارقربان و به قولی فرزند برادرش خوانده می‌شوند.
طایفه‌های نهم و دهم به نام دو تن از نوادگان وی نام‌گذاری شده‌اند و طایفه یازدهم بر اثر ازدواج برون گروهی و سکونت در محدودهٔ ایل سلیمانی، جزء طوایف ایل سلیمانی قرارگرفته است.

## کوه سرمشک
این کوه با ارتفاع ۴۰۴۸ متر در ۱۰۵ کیلومتری شمال‌غربی جیرفت قرار داردو متعلق به شهرستان رابر هست و دومین قله از کوه‌های هزار است که سرچشمه رودهای رود رو و هلیل رود می‌باشد. از ارتفاعات مهم این کوه قله (دندانه هنزا) است که در غرب روستای هنزا (هنزای رابر) قرار دارد و حدود ۳۶۵۰ متر ارتفاع آن می‌باشد. جیرُفت را از سه جهت کوهستان‌هایی به ارتفاع ۴۰۰۰ متر احاطه کرده‌اند و تنها از جانب جنوب غربی به سمت تنگه هرمز در خلیج فارس سرزمین هموار دارد. این منطقه به دلیل موقعیت خاص طبیعی اش که آن را کاملاً به محاصره درآورده است، از مسیر گردش‌های جهانگردان و نیز تحقیقات باستان‌شناسی به دور مانده است. بر حسب اتفاق آثار فراوانی از تمدن ناشناخته‌ای در جلگه هلیل‌رود از زیر خاک سر بیرون آوردند. تمدنی که از سپیده دم بشریت منشأ می‌گیرد. ویژگی منحصربه‌فرد این گلدان‌های حجاری شده که در آن سیر تکوین جهان، انسان‌ها و حیوانات در سبکی بی‌نظیر به تصویر کشیده شده است، جای هیچ شک و تردیدی را برای باستان شناسان نسبت به قدمت و ظرافت فرهنگ هلیل رود باقی نمی‌گذارد. به نظر می‌رسد که فرهنگ و تمدن هلیل رود به‌طور مستقل از تمدن دولت _ شهرهای میان‌رودان در هزاره سوم قبل از میلاد پای به عرصه حیات نهاده است و به این ترتیب حتی از تمدن سومر نیز چندین سده تقدم زمانی می‌یابد. بخش هنزا و تخت سرتشتک و کرفس وگارچیک بندرهنزا و رودخانه و گردوهایش متعلق به شهرستان رابر می‌باشد.

## محصولات
محصولات آن کلیه محصولات سردسیری از جمله گردو و گیلاس و سیب درختی و زردآلو و بادام و هلو و شفتال و آلبالو و زرشک هستند.
انواع درختان بید، سپیدار و بوته‌های بابونه، آویشن، گل گاو زبان از دیگر طبیعت سرسبز آن می‌باشند.

## نگارخانه

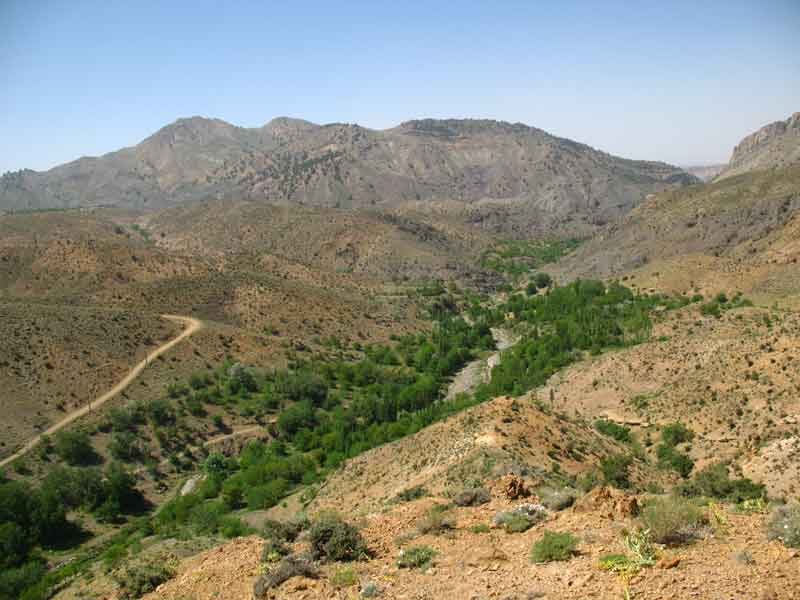
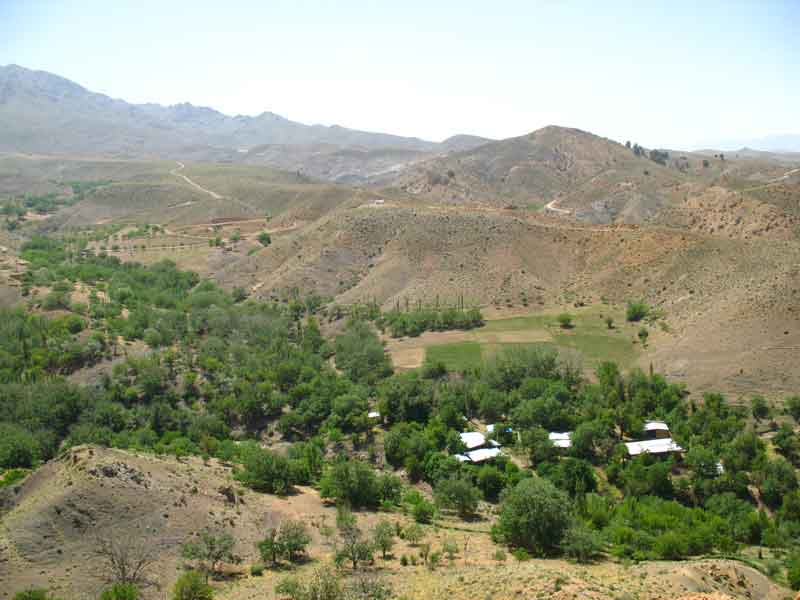
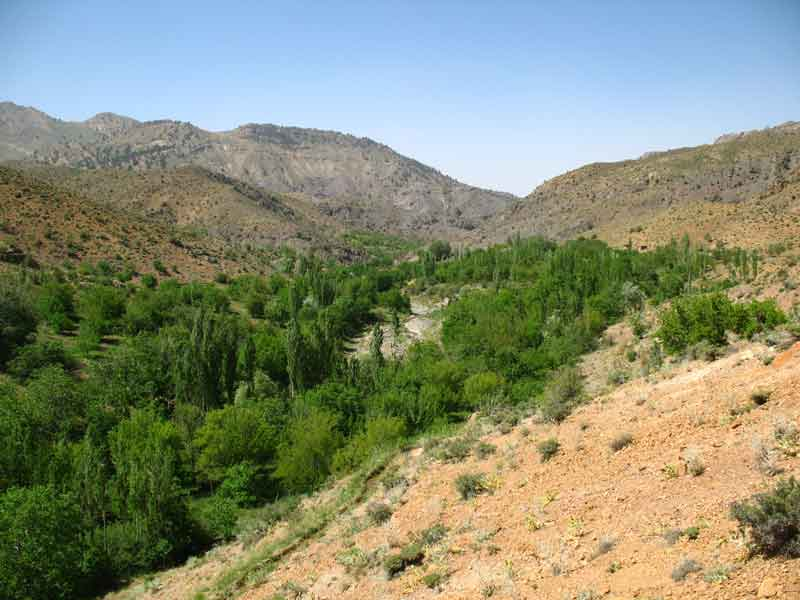
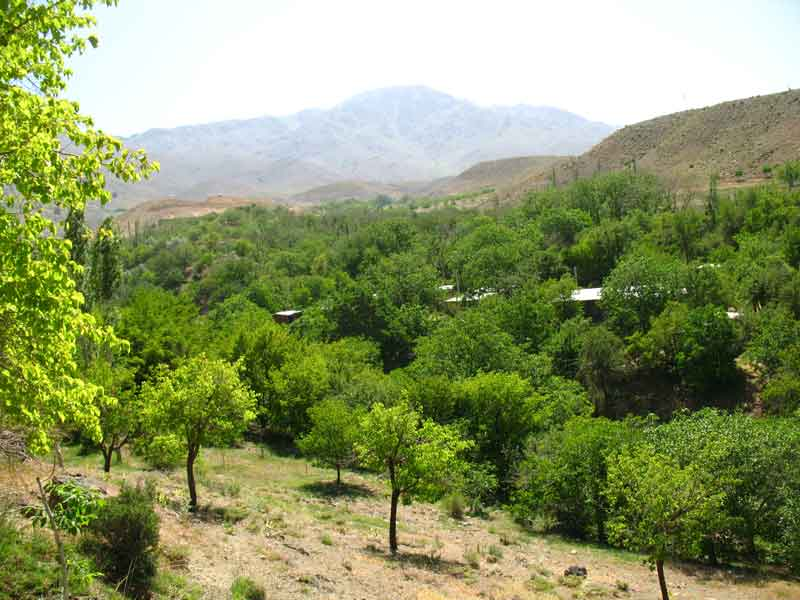
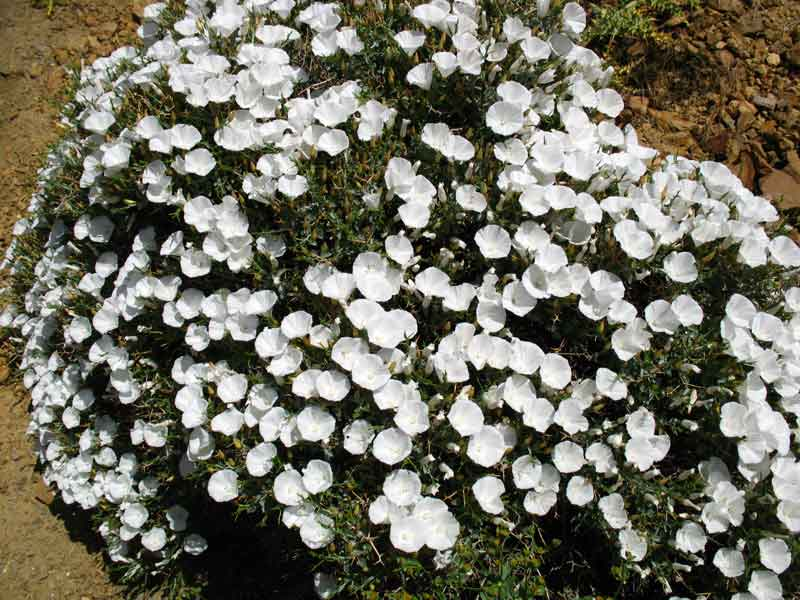
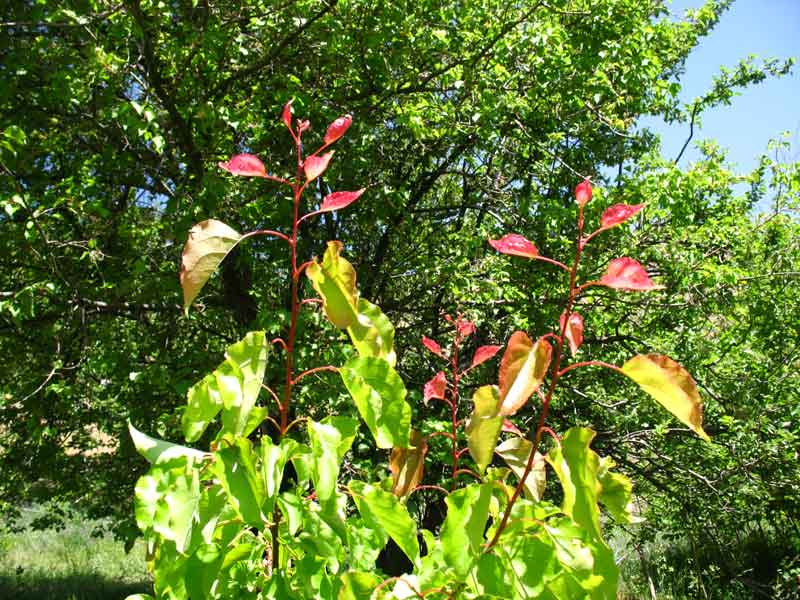
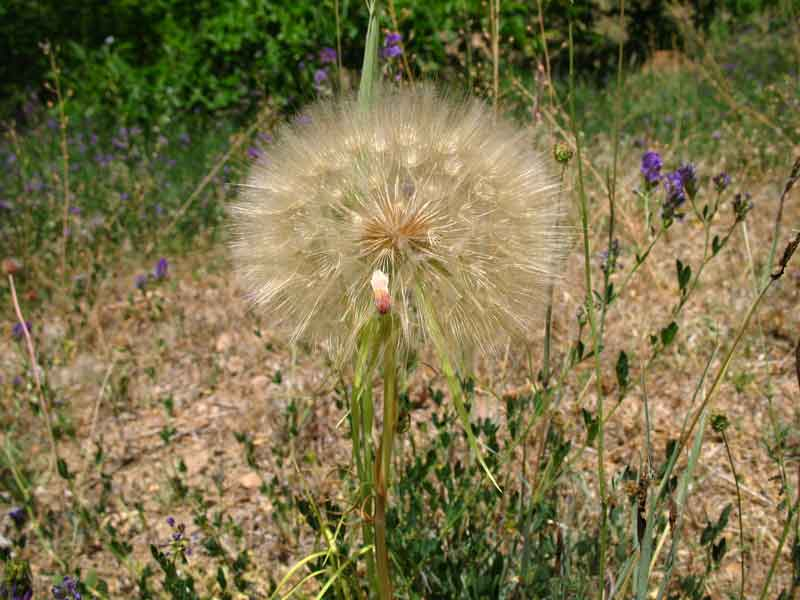
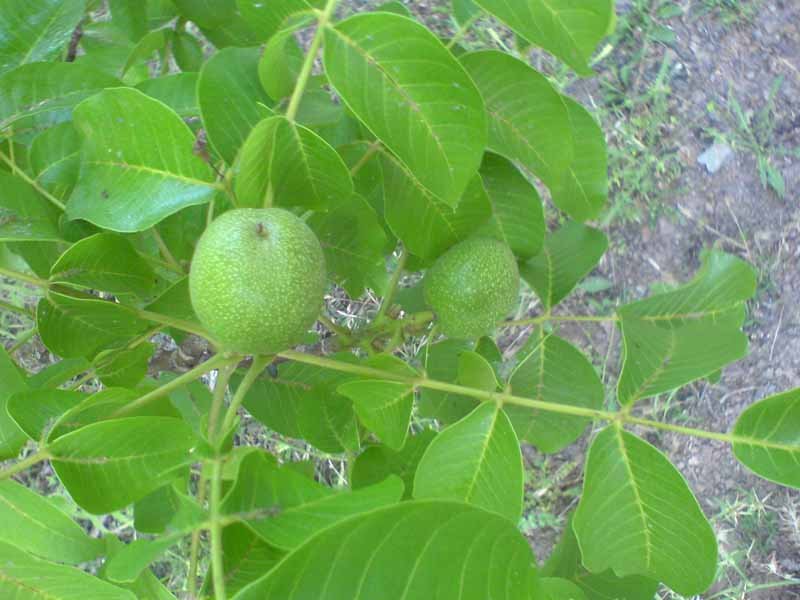
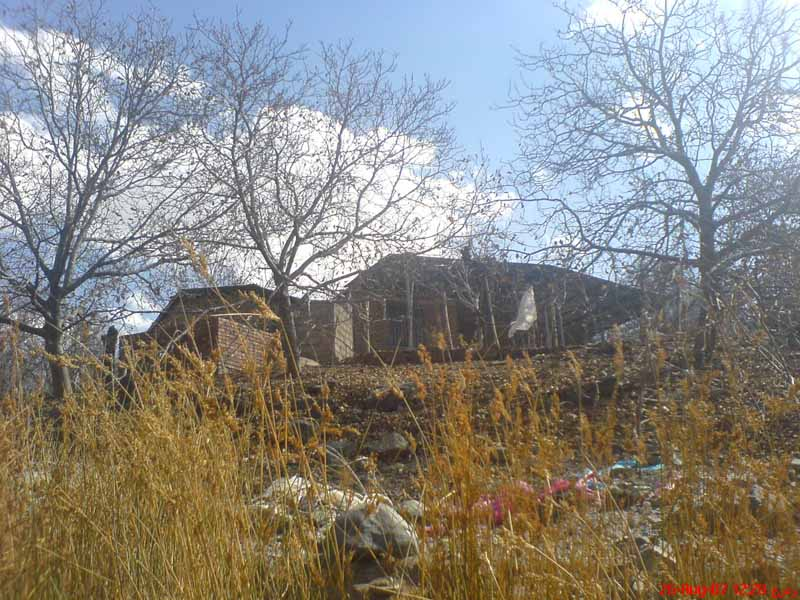